# Croacia en los Juegos Olímpicos de Vancouver 2010
Croacia estuvo representada en los Juegos Olímpicos de Vancouver 2010 por un total de 18 deportistas que compitieron en 4 deportes. 
El portador de la bandera en la ceremonia de apertura fue el biatleta Jakov Fak.

## Medallistas
El equipo olímpico croata obtuvo las siguientes medallas:
| Nombre         | Deporte      | Competición      |
| -------------- | ------------ | ---------------- |
| Oro            |              |                  |
| —              |              |                  |
| Plata          |              |                  |
| Ivica Kostelić | Esquí alpino | Supercombinada M |
| Ivica Kostelić | Esquí alpino | Eslalon M        |
| Bronce         |              |                  |
| Jakov Fak      | Biatlón      | 10 km M          |